# Herta Prymusová-Stachová
Herta Prymusová-Stachová (5. května 1913, Doubrava u Karviné – 31. května 1995 Praha) byla česká malířka.

## Život a dílo
Roku 1934 ukončila studium na Škole uměleckých řemesel v Brně a pokračovala na Vysoké škole umělecko-průmyslové v Praze. V roce 1941 studovala u profesora Kysely. Kromě malby se věnovala také tvorbě tepaných šperků a leptaného skla. V roce 1939 se poprvé představila na Vánoční výstavě v Obecním domě v Praze. Již od počátku čtyřicátých let se pravidelně zúčastňovala Zlínských výstav mladých výtvarníků, vystavovala v Praze, Ostravě, Frýdku, Vsetíně a dalších městech.
V letech 1945 až 1947 pobývala v Paříži, kam byla vyslána jako stipendistka společně s dalšími československými výtvarníky. Přátelila se především s Otou Janečkem a Ottou Mizerou. Studovala na École nationale supérieure des beaux arts v ateliéru malby profesora Nicolase Unterstellera a soukromě také na Akademii de la Grande Chaumière. Pobyt v Paříži, setkání s moderním světovým uměním, měl významný vliv na její malířskou tvorbu. V prvním roce navštívila posmrtnou výstavu George Karse, jehož dílo obdivovala a našla v něm svou inspiraci. Emotivní druh expresionismu ve spojení s fauvismem je patrný zejména portrétech z tohoto období (Dívka z Maroka, 1946). V roce 1946 se v Paříži zúčastnila studentské výstavy Mladí českoslovenští malíři a sochaři a velké Přehlídky umění. V roce 1947 měla samostatnou výstavu ve výstavní síni Akademie výtvarných umění Maison des Beaux–Arts.
Po návratu do Československa měla samostatnou výstavu v roce 1949 v Gottwaldově, zúčastňovala se salonů v Praze (1967, 1969), další samostatné výstavy měla Praze (1976), Ostravě (1975, 1976, 1980) a Olomouci (1980).
Věnovala se především figurální tvorbě, dokázala vystihnout psychologii portrétované osoby. Vedle portrétu jsou v její tvorbě zastoupena i zátiší a krajinomalby. Počáteční expresivní styl a výrazná barevná škála se později rozšířila o pestřejší a světlejší tóny. Obrazy z pozdního období působí jemněji a poetičtěji.

### Výstavy (výběr)
- 1939, v Obecním domě (Vánoční výstava)
- 1940, Mansarda Melantrichu Praha
- 1941-42, Smetanovo muzeum Praha (Skupina výtvarníků)
- 1946, Mladí českoslovenští malíři a sochaři, Paříž
- 1947, samostatná výstava Paříž, Maison des Beaux-Arts
- 1948, výstava sdružení výtvarných umělců Prostějov
- 1949, Zlínský salon
- 1949, Samostatná výstava Gottwaldov
- 1950, Topičův salon Praha
- 1967, Pražský salon
- 1968, Pražský salon
- 1971, Ateliéry – Galerie U Řečických Praha
- 1974, samostatná výstava Galerie u Řečických Praha
- 1980, samostatná výstava, Galerie Dílo Olomouc